# Arcidiocesi di Cesarea di Palestina

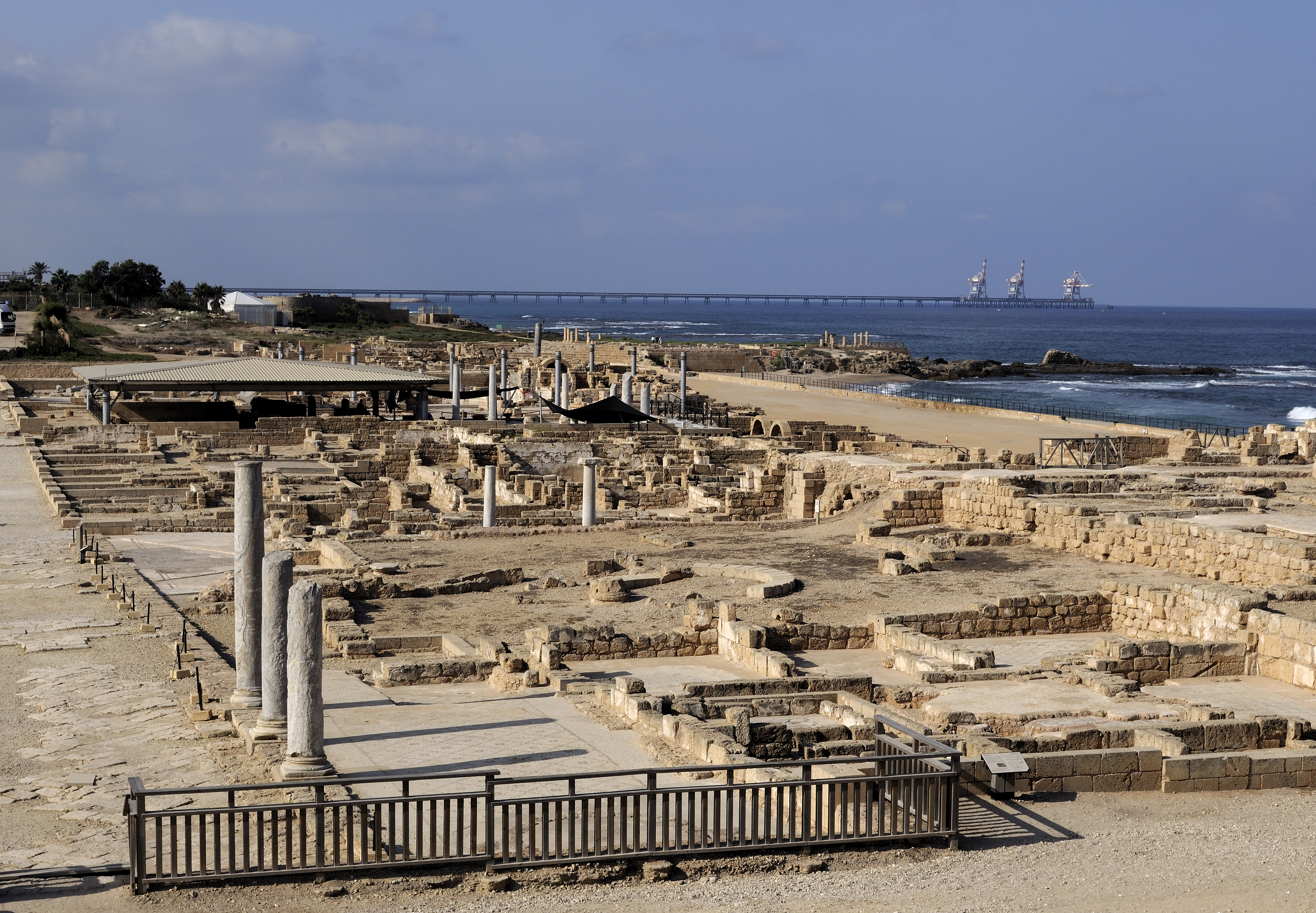
Panorama sulle rovine di Cesarea marittima.

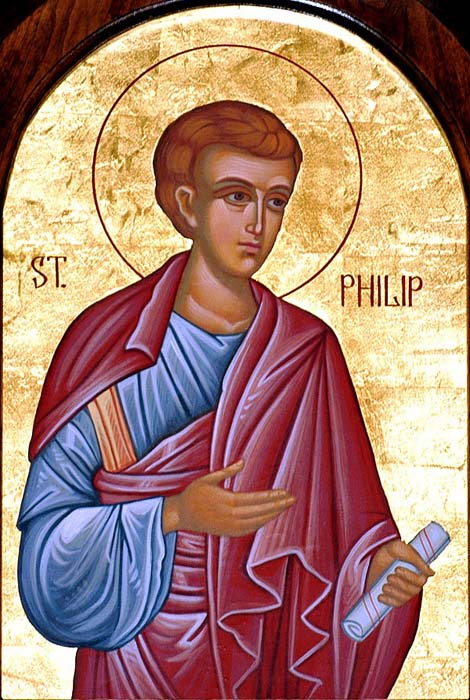
Il diacono Filippo, il primo evangelizzatore di Cesarea.

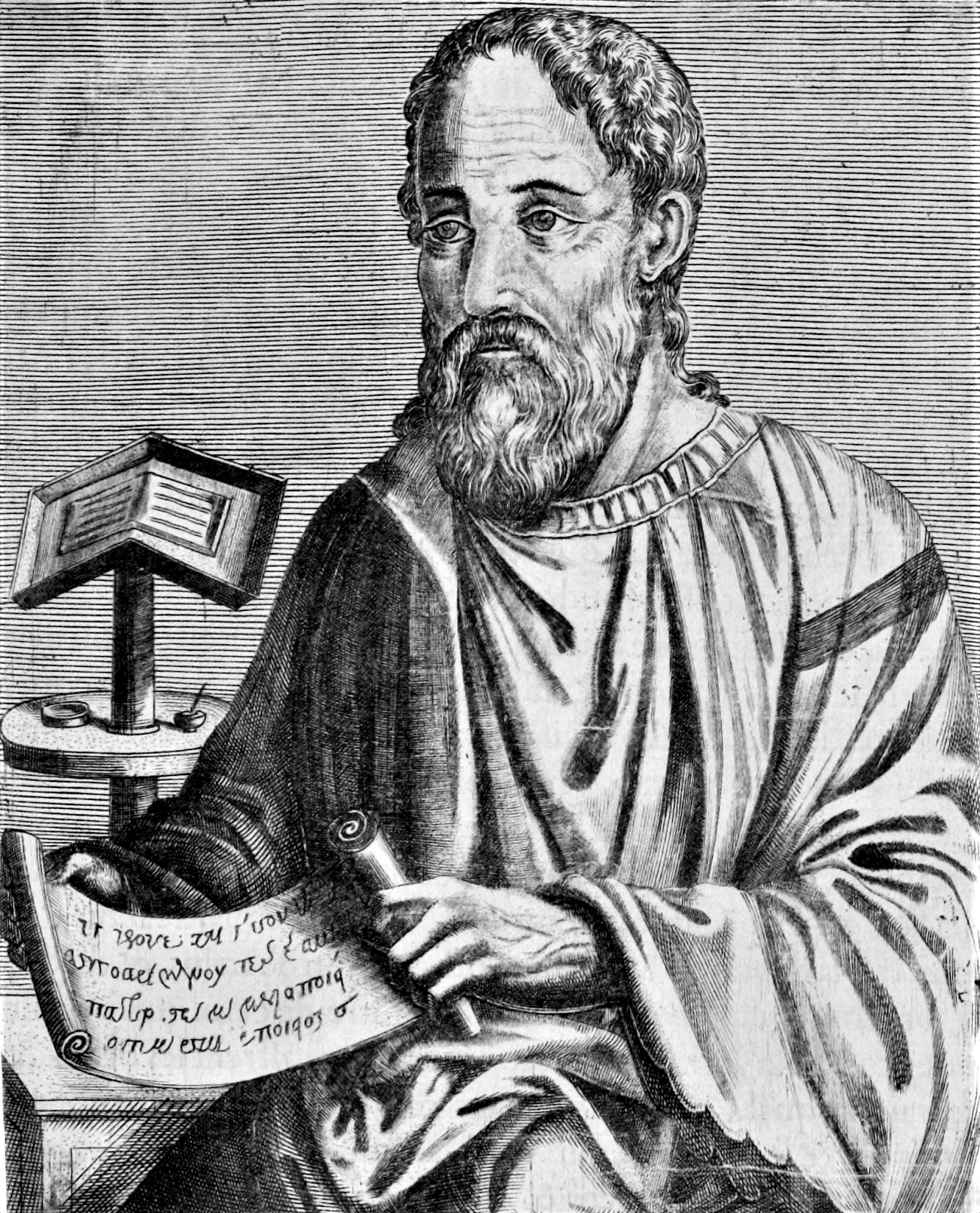
Ritratto apocrifo del vescovo Eusebio, uno dei più noti vescovi di Cesarea, autore di una fondamentale Historia ecclesiastica.

L'arcidiocesi di Cesarea (in latino Archidioecesis Caesariensis in Palaestina) è una sede soppressa del patriarcato di Gerusalemme e una sede titolare della Chiesa cattolica. Nel Medioevo, durante l'epoca delle Crociate, fu una delle quattro arcidiocesi facenti capo al patriarcato di Gerusalemme dei Latini, nel regno crociato di Gerusalemme.

## Storia
In epoca romana Cesarea marittima era la capitale della provincia della Palaestina Prima ed importante porto del Mediterraneo orientale.
Fin dall'epoca apostolica la città conobbe il cristianesimo, come testimoniato dal nuovo Testamento. Secondo gli Atti degli Apostoli 8,40, fu il diacono Filippo il primo a raggiungere Cesarea; inizialmente il vangelo fu predicato solo agli Ebrei, ma ben presto l'apostolo san Pietro si indirizzò anche ai gentili, come raccontano gli Atti 10,1-48 nel famoso episodio della conversione del centurione Cornelio. Anche san Paolo passò più volte da Cesarea e vi rimase prigioniero due anni prima di ottenere di essere giudicato direttamente dall'imperatore.
Per i primi quattro secoli i vescovi di Cesarea, in quanto metropoliti, avevano giurisdizione su tutta la Palestina romana, anche su Gerusalemme, e dipendevano direttamente dal patriarca di Antiochia. Nel concilio di Calcedonia del 451 Gerusalemme fu elevata al rango di patriarcato, composto da tre sedi metropolitane, di cui la prima era Cesarea (seguita da Scitopoli e Petra), con giurisdizione sulla Palestina Prima. Da questo momento gli arcivescovi ebbero il titolo di protothronos, che era il titolo più importante dopo quello del patriarca gerosolimitano.
Secondo Le Quien, la provincia ecclesiastica di Cesarea era composta da una trentina di diocesi suffraganee: Dora, Antipatride, Lidda, Jamnia, Nicopoli, Sozusa, Ascalona, Gaza, Joppe, Rafia, Sarifea, Antedone, Eleuteropoli, Dioclezianopoli, Neapoli, Sebaste, Gerico, Liviade, Azoto, Maiuma di Gaza, Ebron, Sicomazon, Gerara, Menoide, Bitilio, Zabulon, Archelaide.
Una tradizione, non anteriore al VI secolo e attestata da Le Quien, riconosce come primi vescovi alcune figure evangeliche: il pubblicano Zaccheo, che incontrò Gesù secondo il racconto di Luca 19,1-10, il centurione Cornelio, un Teofilo I e un Zaccheo II.Tuttavia primi vescovi storicamente documentati, secondo la testimonianza dello storico Eusebio, sono Teofilo II, che visse attorno al 189, e Teoctisto, morto verso il 258.
Cesarea fu sede di diversi concili, soprattutto in epoca ariana. Tra questi si ricorda in particolare il concilio del 195, che decretò che la festa di Pasqua avrebbe dovuto svolgersi sempre nel giorno di domenica. A Cesarea inoltre si ritirò il biblista e teologo Origene, che vi compose le sue principali opere esegetiche, tra cui l'Exapla, il cui manoscritto era conservato nella biblioteca del vescovado. La scuola fondata a Cesarea da Origene era conosciuta in tutto l'Oriente cristiano; essa accolse tra gli altri Gregorio il taumaturgo e Basilio Magno, e tra i suoi migliori allievi ebbe lo storico Eusebio, che divenne arcivescovo nella prima metà del IV secolo e fu autore di una fondamentale Storia ecclesiastica.
La diocesi ebbe una storia travagliata dopo il crollo dell'Impero romano d'Oriente e l'occupazione prima persiana nel 612 e poi araba nel 633. Sono pochissimi i vescovi greci noti dal VII fino al XIII secolo e poco si conosce della storia in questo periodo della comunità cristiana, che tuttavia sopravvisse a tutti gli sconvolgimenti e le persecuzioni.
Nel IX secolo vi era un insediamento di coloni franchi voluto da Carlo Magno per facilitare il pellegrinaggio dei latini. Nel X secolo a causa delle periodiche persecuzioni islamiche e del risorgere del potere imperiale bizantino, la diocesi cadde sotto l'influenza del patriarca di Costantinopoli per protezione e supervisione, e progressivamente si sottomise all'autorità bizantina. Pertanto, dopo il Grande Scisma tra Costantinopoli e Roma, nel 1054, Cesarea divenne una diocesi ortodossa, con una comunità cattolica solo marginale.
Nel 1101 i crociati di Baldovino I, re di Gerusalemme, conquistarono Caesarea e contestualmente fu eretta un'arcidiocesi di rito latino che divenne sempre più importante fino ad avere dieci sedi suffraganee.
Nel 1265 i crociati persero definitivamente la città, che venne distrutta e smantellata completamente. Non fu mai più ricostruita e questo determinò anche la fine della comunità cristiana di Cesarea dopo oltre dieci secoli di esistenza.
Dal XIV secolo Cesarea di Palestina è annoverata tra le sedi arcivescovili titolari della Chiesa cattolica; la sede è vacante dal 26 giugno 1967.

## Cronotassi

### Arcivescovi greci
- San Zaccheo †
- San Cornelio †
- Teofilo I †
- Zaccheo II †[5]
- San Teofilo II † (menzionato nel 189 circa)
- Teoctisto † (circa 217 - circa 258 deceduto)[8]
- Domno †
- Teotecno † (fine III secolo)
- Agapio † (tra III e IV secolo)[9]
- Agricola ? † (menzionato nel 314)[10]
- Eusebio † (circa 316 - 339 o 340 deceduto)
- Acacio † (340 - 365 o 366 deceduto)
  - Filomeno † (366 - ?) (vescovo ariano)
- Gelasio I † (circa 365/367 - circa 373 deposto)[11]
  - Cirillo † (circa 365/367 - ?) (vescovo ariano)
  - Euzoio di Antiochia † (373 - 379 deposto) (vescovo ariano)
- Gelasio I † (379 - circa 395 o 400 deposto o deceduto)[12]
- Giovanni I ? † (circa 395 ? - circa 404 ?)[13]
- Eulogio † (circa 400[14] - 417 deceduto)
- Domnino † (417 - ?)
- Glicone † (menzionato nel 451)
- Ireneo † (menzionato nel 453)
- Gelasio II † (menzionato nel 465 circa)
- Gelasio III di Cizico † (menzionato nel 476)
- Timoteo † (menzionato nel 484)
- Giovanni II il Khozibita † (prima del 518 - circa 536 deceduto)
- Elia † (536 - ?)
- Sergio † (menzionato nel 541)
- Giovanni III † (menzionato nel 553)
- Partenio † (menzionato nel 1084)
- Anastasio † (fine XI o XII secolo)
- Sofronio † (XIII secolo)
- Elia † (menzionato nel 1281)
- Melezio ? †

### Arcivescovi latini
- Baldovino I † (1101 - 1107 deceduto)[15]
- Ebremaro † (1107 - dopo il 1123)[16]
- Gaudenzio[17]† (prima del 1136 - dopo il 1142)[15]
- Baldovino II † (prima del 1147 - circa 1156 deceduto)[18]
- Ermesio o Ervesio † (1157 - 1173 deceduto)[19]
- Eraclio † (1173 - dopo il 1179)
- Aimaro Monaco dei Corbizzi † (1181 - 1194 nominato patriarca di Gerusalemme)[15]
- Pietro † (prima del 1199 - dopo il 1235)[16]
- Bertrando † (prima del 1237 - 17 aprile 1238 deceduto)
- Lociaumes (Joscellinus) † (1244 - gennaio 1266 deceduto)[15]
- Matteo † (prima del 1277 - dopo il 1280)[16]

### Arcivescovi titolari
I vescovi di Cesarea di Palestina appaiono confusi con i vescovi delle altre sedi omonime (Arcidiocesi di Cesarea di Cappadocia, Diocesi di Cesarea di Bitinia, Diocesi di Cesarea di Mauritania, Diocesi di Cesarea di Numidia, Diocesi di Cesarea di Tessalia, Diocesi di Cesarea di Filippo), perché nelle fonti citate le cronotassi delle diverse sedi non sono distinte.
- Gregorio † (? deceduto)
- Stefano † (18 settembre 1377 - ?)
- Giacomo † (25 giugno 1392 - ?)
- Ulrico † (? deceduto)
- Tommaso, O.F.M. † (17 marzo 1412 - dopo il 1424)
- Alberto † (12 febbraio 1413 - ?)
- Suedero di Kulenburg † (10 dicembre 1432 - 1439 deceduto)
- Ottone di Hochberg-Rotelen † (6 settembre 1434 - 15 novembre 1451 deceduto)
- Giovanni Fabri † (11 aprile 1440 - ?)
- Diego di Bedan, O.F.M. † (1º aprile 1446 - ?)[20]
- Alain de Lespervier, O.F.M. † (16 gennaio 1451 - ?)
- Juan de Segovia † (20 gennaio 1453 - 24 maggio 1458 deceduto)
- Henrik Kalteisen, O.P. † (1459 - 2 ottobre 1465 deceduto)
- Thomas Basin † (27 maggio 1474 - ? deceduto)[21]
- Stefano † (? deceduto)
- Angelo † (? deceduto)
- Jacques Jouvint † (5 marzo 1488 - ?)[22]
- Francesco Calderario o Colderario, O.Cist. † (3 ottobre 1489 - 1496 deceduto)[23]
- Nicola Ippolito † (18 gennaio 1493 - 1511 deceduto)
- Alessandro da Cremona † (11 aprile 1496 - c. 1508)[24]
- Rinaldo Orsini † (1508 - 3 luglio 1510 deceduto)
- Gerolamo de Plancha † (6 giugno 1519 - 21 agosto 1531 deceduto)
- Alderico Biliotti † (1º giugno 1523 - ?)
- Giacomo Benuzio † (? - 4 luglio 1572 deceduto)
- Antonio Lorenzini † (4 giugno 1568 - 2 dicembre 1575 nominato vescovo di Assisi)
- Christophe de Cheffontaine, O.F.M. † (22 maggio 1579 - 26 maggio 1595 deceduto)
- Pietro Manso † (9 febbraio 1609 - 1609 deceduto)
- Aristazio Azarian, C.A.M. † (23 giugno 1827 - 6 maggio 1855 deceduto)
- Jakub Bosagi, C.A.M. † (11 settembre 1855 - 1º ottobre 1883 deceduto)[25]
- Antonio Agliardi † (23 settembre 1884 - 22 giugno 1896 nominato cardinale presbitero dei Santi Nereo e Achilleo)
- Pietro Gasparri † (12 febbraio 1898 - 16 dicembre 1907 nominato cardinale presbitero di San Bernardo alle Terme Diocleziane)
- Vincenzo Sardi di Rivisondoli † (10 aprile 1908 - 11 agosto 1920 deceduto)
- Luigi Maglione † (1º settembre 1920 - 16 dicembre 1935 nominato cardinale presbitero di Santa Pudenziana)
- Luigi Traglia † (20 dicembre 1936 - 28 marzo 1960 nominato cardinale presbitero di Sant'Andrea della Valle)
- Dino Staffa † (3 settembre 1960 - 26 giugno 1967 nominato cardinale presbitero del Sacro Cuore di Cristo Re - diaconia elevata pro illa vice)